# رودریگو ارچیبی
رودریگو ارچیبی (انگلیسی: Rodrigo Archubi؛ زادهٔ ۶ ژوئن ۱۹۸۵) بازیکن فوتبال اهل آرژانتین است.
از باشگاه‌هایی که در آن بازی کرده‌است می‌توان به باشگاه فوتبال ریور پلاته، باشگاه فوتبال المپیاکوس، باشگاه فوتبال لانوس، باشگاه ورزشی کاظمه کویت، و باشگاه ورزشی ژوونتود اشاره کرد.
وی همچنین در تیم ملی فوتبال زیر ۲۰ سال آرژانتین بازی کرده‌است.